# Еволюция (филм)
„Еволюция“ (на английски: Evolution) е американска научнофантастична комедия от 2001 г. на режисьора Айвън Райтман, с участието на Дейвид Духовни, Орландо Джоунс, Шон Уилям Скот, Джулиан Мур и Тед Левин. 

## Сюжет
Внимание:  Текстът по-долу разкрива сюжета на произведението (или части от него)!
Метеорит пада близо до град Глен Каньон в пустинята на Аризона. Професорът от местния колеж Айра Кейн и неговият колега геолог Хари Блок откриват мистериозна синя течност в метеорит, който е колония от извънземни едноклетъчни организми. Скоро тези прости организми започват да се развиват с огромна скорост и околностите на града започват да се изпълват с много агресивни извънземни създания. Професор Кейн заедно с колегата си д-р Алисън Рийд се опитва да спрe разпространението на извънземната зараза...

## Актьорски състав
| Актьор           | Роля                                                                                      |
| ---------------- | ----------------------------------------------------------------------------------------- |
| Дейвид Духовни   | д-р Айра Кейн – оставен полковник, професор по наука в колеж                              |
| Джулиан Мур      | д-р Алисън Рийд – изследователка, нает от CDC                                             |
| Орландо Джоунс   | Хари Финиъс Блок – професор по геология в колеж и треньор по волейбол                     |
| Шон Уилям Скот   | Уейн Грей – амбициозен пожарникар                                                         |
| Тед Левин        | бригаден генерал Ръсел Удман                                                              |
| Итън Съпли       | Дийк Доналд – един от двамата най-глупави студенти на професора Айра Кейн                 |
| Майкъл Бауър     | Дани Доналд – един от двамата най-глупави студенти на професора Айра Кейн, братът на Дийк |
| Пат Килбейн      | офицер Сам Джонсън                                                                        |
| Тай Бърел        | полковник Флеминг                                                                         |
| Дан Акройд       | г-н Луис – губернатор на Аризона                                                          |
| Катрин Таун      | Надин                                                                                     |
| Грегъри Ицин     | Бари Картрайт                                                                             |
| Ашли Кларк       | лейтенант Крайър                                                                          |
| Стефани Ходж     | Джил Мейсън                                                                               |
| Кайл Гас         | офицер Дрейк                                                                              |
| Сара Силвърман   | Денис                                                                                     |
| Джери Трейнър    | Томи                                                                                      |
| Мириам Флин      | Грейс                                                                                     |
| Стивън Гилборн   | съдия Гилдър                                                                              |
| Ричард Мол       | инспектор по противопожарна подготовка                                                    |
| Мери Пат Глийсън | клиент                                                                                    |
| Джон Чо          | студент                                                                                   |

## Снимачен процес
- Филмът е разпространен от „Дриймуъркс Пикчърс“ в Съединените щати и от „Кълъмбия Пикчърс“ в световен мащаб. Снимките започват на 19 октомври 2000 г. и приключват на 7 февруари 2001 г. с бюджет от 80 млн. щатски долара, и филмът е пуснат в Съединените щати на 8 юни 2001 г. Филмът печели 98.4 млн. щатски долара в световен мащаб.
- Кратотрайният анимационен сериал, Alienators: Evolution Continues, който е свободно базиран на филма, е излъчен няколко месеца, след като филмът е пуснат.